# Saint-Alban-de-Roche
Saint-Alban-de-Roche település Franciaországban, Isère megyében. Lakosainak száma 2148 fő (2022. január 1.). Saint-Alban-de-Roche Bourgoin-Jallieu, Chèzeneuve, Domarin, Four és L’Isle-d’Abeau községekkel határos.

## Népesség
A település népessége az elmúlt években az alábbi módon változott:
| Lakosok száma | 944  | 1324 | 1545 | 1881 | 1874 | 1905 | 1982 | 2130 | 2131 | 2148 |
|               | 1968 | 1982 | 1990 | 2006 | 2013 | 2015 | 2017 | 2019 | 2020 | 2022 |